# La Parabole des aveugles
La Parabole des aveugles est un tableau peint en détrempe de Pieter Brueghel l'Ancien, réalisé en 1568, un an avant sa mort. Ce tableau est conservé au musée Capodimonte de Naples, en Italie.
Cette détrempe, plus précisément une tüchlein, — dont le premier possesseur connu est le comte Masi, conseiller d'Alexandre Farnèse à Parme — fut exécutée sans doute pour l'exportation, ce qui pourrait expliquer l'utilisation d'une toile plutôt que d'un panneau.

## Thème biblique
Le titre de l'œuvre fait référence à la parabole du Christ adressée aux Pharisiens : « Laissez-les. Ce sont des aveugles qui guident des aveugles. Or, si un aveugle guide un aveugle, ils tomberont tous deux dans la fosse. » (Mt 15,14 ; Lc 6,39).
Conformément à la tradition médiévale, Bruegel choisit de représenter les aveugles comme des vagabonds vêtus de haillons et se livrant sans doute à la mendicité. La scène, subtil mélange de ridicule et d'effroi, rend l'inévitabilité de la chute par une gradation de la représentation. Tandis que le premier aveugle de cette étrange procession est déjà tombé, le second trébuche, le troisième va trébucher, le quatrième semble pressentir le danger et les deux derniers ne se doutent encore de rien. La gradation des postures physiques s'accompagne d'une gradation des sentiments, visible dans la physionomie des visages aux yeux caves. Dans cette œuvre tardive, l'émotion qui se dégage est moins due à une accumulation de détails horribles, comme dans Le Triomphe de la Mort, qu'au sentiment d'inévitable fatalité que la misère humaine engendre.
Ce tableau fit partie des œuvres conservées en Italie (à Naples) et spoliées par l'armée allemande pendant la Seconde Guerre mondiale, sous le couvert de leur protection par le principe établi du Kunstschutz. Elle a été restituée grâce aux actions menées pendant et après la guerre par Rodolfo Siviero.
Au musée du Louvre figure une copie exécutée par Pieter Bruegel le Jeune.
La petite église de Pede-Sainte-Anne, dont mention est déjà faite en 1259, est à l'arrière-plan de l'œuvre.

## Analyse

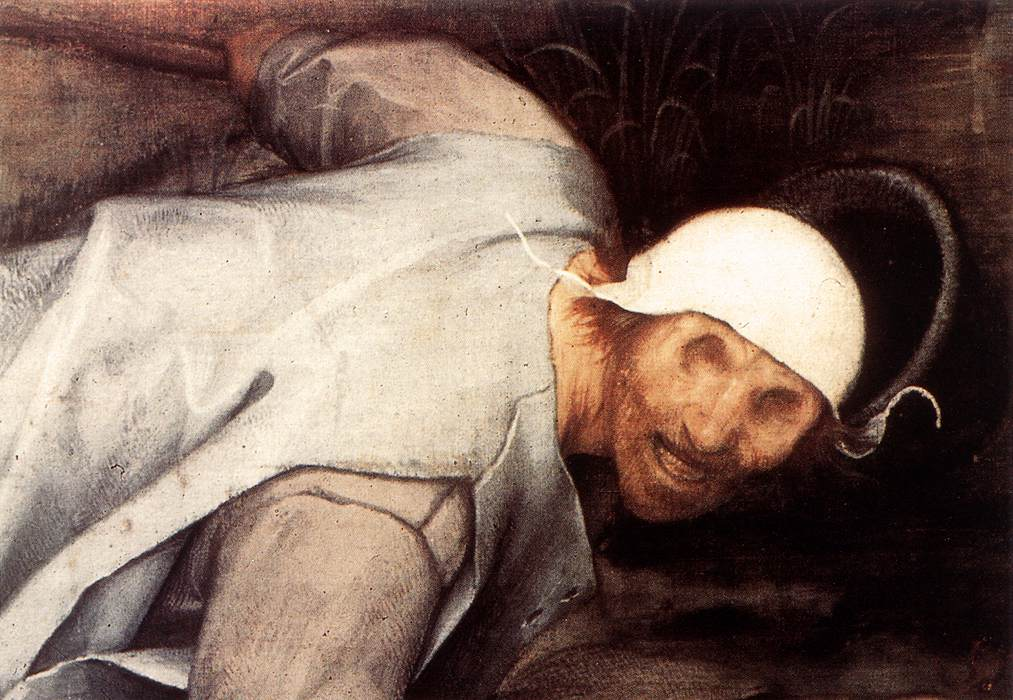
Détail d'un des aveugles.

Le docteur Torrilhon a démontré que la précision des détails des yeux des aveugles indique très précisément les pathologies qui atteignaient les modèles de Bruegel : leucome, atrophie des globes oculaires, séquelle d'un glaucome mal soigné...

## Postérité
L'œuvre inspira une pièce en un acte, Les Aveugles, de Maurice Maeterlinck.
Une bande dessinée du même titre a également été créée par F'murrr, la première case de l'histoire reprenant la scène du tableau.
L'aveugle guidant l'aveugle de Louise Bourgeois. Livre sur l'artiste de Mâkhi Xenakis.
La toute première scène du film soviétique La légende de Tijl tourné en 1976 par les réalisateurs Alexandre Alov et Vladimir Naoumov mettant en scène des aveugles tombant dans un trou est très fortement inspirée du tableau de Brueghel.